# Noddytärnor
Anous är ett släkte i familjen måsfåglar inom ordningen vadarfåglar. Släktet omfattar traditionellt endast tre arter, men efter DNA-studier inkluderas numera även de två arterna i Procelsterna i Anous. Släktet benämns på svenska som noddytärnor.

## Arter i släktet
Efter AviList:
- Brun noddy (Anous stolidus)
- Mindre noddy (Anous tenuirostris)
- Svart noddy (Anous minutus)
- Blek noddy (Anous albivitta) – tidigare i Procelsterna
- Grå noddy (Anous ceruleus) – tidigare i Procelsterna